# Lemvigh-Müller
Lemvigh-Müller er en dansk stål- og teknikgrossist, med over 1.350 medarbejdere, og en årlig omsætning på knap otte mia DKK.
Virksomheden blev grundlagt Johan Frederik Lemvigh-Müller d. 28. november 1846 på Kultorvet i København.
Lemvigh-Müller havde i begyndelsen stål som sit vigtigste forretningsområde. Siden er VVS og VVT (værktøj, værktøjsmaskiner og teknik) kommet til – og efter fusionen med Louis Poulsen El-teknik den 1. januar 2007, er nu også den ene af Danmarks to store el-tekniske grossistvirksomheder.
Virksomheden har i dag hovedkontorer i Herlev & Kolding. Varerne kører fra 3 centrallagre i Odense, Kolding og Randers samt 23 butikker over hele landet og 4 metalbearbejdningsfaciliteter i Køge, Randers, Skjern og Swinoujscie i Polen.
To tredjedele af Lemvigh-Müller A/S er ejet af Lemvigh-Müller Fonden som yder støtte til kulturelle, sociale og produktive formål i den brede befolkning, ligesom den sikrer koncernens levedygtighed og effektivitet. Den sidste tredjedel er ejet af I.F. Lemvigh-Müllers Fond som yder almennyttig støtte inden for kulturelle, nationale, humanitære og sociale formål.

## Historie
I.F. Lemvigh-Müller blev grundlagt af Johan Frederik Lemvigh-Müller som en  jern- og hørkræmmerforretning på Kultorvet i København i 1846. Virksomheden specialiserede sig i at levere råjern til initiativer over hele landet, og forretningen voksede organisk og ved overtagelse af andre hørkramforretninger.
Johan døde i 1888, og forretningen blev drevet videre af sønnen Valdemar Lemvigh-Müller (1864-1928), der også ekspanderede løbende ved overtagelse af andre hørkræmmere. 
P.G. Munk A/S og I.F. Lemvigh-Müller fusionerede i 1920. Valdemar Lemvigh-Müller udfyldte rollen som formand for bestyrelsen i det nye selskab indtil sin død i 1928 hvor Carl Johan Frederik Lemvigh-Müller overtog forretningen.
I 1922 Lemvigh-Müller udvidede forretningen markant i Københavns Sydhavn. Anlægget, med de store lagre med bolværksplads og jernbanespor, var det største af sin art i landet.
Lemvigh-Müller & Munck A/S køber patentet på fremstilling af letklinker i midten af 1930'erne. I 1939 stiftedes A/S Dansk Betonklinker, som den første producent af LECA (Light Expanded Clay Aggregates). A/S Dansk Betonklinker var den største aktør på den danske marked indtil det blev solgt fra i 2006.
Carl Johan Frederik Lemvigh-Müller oprettede Lemvigh-Müller Fonden i anledning af firmaets 100-års jubilæum. Lemvigh-Müller Fonden overtog ejerskabet af virksomheden i 1985 og er fortsat hovedaktionær.
I 1995 Lemvigh-Müller overtager S.C. Sørensen A/S. I 2004 alle søsterselskaberne bliver lagt sammen til det nuværende Lemvigh-Müller A/S.
I begyndelsen var det en jern- og hørkræmmerforretning, men virksomheden udvidede med flere forretningsområder som VVS og VVT (værktøj, værktøjsmaskiner og teknik).
i 2017 Lemvigh-Müller køber handelsvirksomhederne G. Funder og Elworks i et ønske om at styrke positionen i forhold til byggemarkeder og detailhandlen.

## Tidslinje[8]
- 1845 - Johan Frederik Lemvigh-Müller (1823-1888) åbner en hørkramforretning på Kultorvet i København
- 1888 - Valdemar Lemvigh-Müller overtager forretningen
- 1918 - Lemvigh-Müller overtager aktiemajoriteten i P.G. Munck A/S
- 1920 - Lemvigh-Müller & Munck A/S stiftes med domicil i Vestergade 16 i København
- 1928 - Carl Johan Frederik Lemvigh-Müller (1911-1989) overtager forretningen
- 1939 - Lemvigh-Müller & Munck A/S etablerer A/S Dansk Betonklinker
- 1946 - Carl Johan Frederik Lemvigh-Müller (1911-1989) opretter Lemvigh-Müller Fonden i anledning af firmaets 100-års jubilæum.
- 1995 - S.C. Sørensen A/S og datterselskabet Dansk Båndstål og Metaller A/S indtræder i Lemvigh-Müller Gruppen
- 2000 - LMG A/S, Kolding, stiftes og bliver ansvarlig for opbygningen af koncernens nye centrallager inden for VVS og VVT
- 2002 - S.C. Sørensen A/S og Lemvigh-Müller & Munck A/S fusionerer under navnet LMG Stål A/S
- 2004 - LMG Stål A/S fusionerer med sine 15 datterselskaber under navnet Lemvigh-Müller A/S
- 2005 - Aktiekapitalen i Louis Poulsen El-teknik A/S overtages
- 2007 - Louis Poulsen El-teknik A/S fusioneres med Lemvigh-Müller A/S som det fortsættende selskab
- 2017 - Aktiekapitalen i G. Funder A/S overtages
- 2017 - Aktiekapitalen i Elworks A/S overtages

## Lemvigh-Müller Fonden & I.F. Lemvigh-Müllers Fond
Den erhervsdrivende fond, Lemvigh-Müller Fonden, blev stiftet i 1946 i anledning af firmaets 100-års jubilæum. Fonden ejer to tredjedele af J-F. Lemvigh-Müller Holding A/S, der er moderselskab for Lemvigh-Müller A/S og Lemvigh-Müller Ejendomme ApS. Fonden yder støtte til kulturelle, sociale og produktive formål i den brede befolkning, ligesom den sikrer koncernens levedygtighed og effektivitet. 
I 2020 uddelte Lemvigh-Müller Fonden 16 mio. kr. til kulturelle, sociale og produktive formål samt til medarbejdere i koncernen mens koncernens anden fond, I.F. Lemvigh-Müllers Fond, uddelte 9 mio. kr. samme år.
I.F. Lemvigh-Müllers Fond blev stiftet i 1936 og ejer den sidste tredjedel af moderselskabet J-F. Lemvigh-Müller Holding A/S. Fondens formål er at yde almennyttig støtte inden for kulturelle, nationale, humanitære og sociale formål. Fonden støtter ud over almennyttige formål, efterkommere af Lemvigh-Müller-koncernens stifter, Johan Frederik Lemvigh-Müller samt medarbejdere, som er eller har været ansat i koncernen.